# Jocelyn Percy
Jocelyn Percy, właśc. John Samuel Jocelyn Baumgartner (ur. 9 marca 1871, zm. 25 sierpnia 1952 w Bishopsteignton) – generał armii brytyjskiej.

## Życiorys
Pochodził z rodziny o tradycjach hugenockich. Ukończył Royal Military Academy. Uczestnik wojny burskiej (1899–1902), w latach 1907–1912 służył w Pakistanie. W czasie pierwszej wojny światowej zmienił nazwisko o brzmieniu niemieckim na typowo brytyjskie. Wziął udział w bitwie nad Sommą, po której awansował na stopień generalski i otrzymał stanowisko szefa sztabu 2 armii. W latach 1919–1920 był szefem wojskowej misji brytyjskiej, działającej przy oddziałach Piotra Wrangla. 
W 1920 odszedł z armii. Początkowo zajmował się handlem, a następnie wyjechał do Kanady, gdzie kupił farmę i zajął się ogrodnictwem. Jesienią 1926 został zaproszony do Albanii przez króla Zoga I, aby objął stanowisko generalnego inspektora albańskiej żandarmerii, po płk. Walterze Stirlingu. Wraz z grupą oficerów brytyjskich zreformował albańskie siły porządkowe, które zaczęły skutecznie zwalczać przejawy bandytyzmu i anarchii, powszechnej dotąd zwłaszcza w północnej części kraju. W październiku 1938 na żądanie Włoch zlikwidowano stanowisko generalnego inspektora żandarmerii, a Percy wrócił do Anglii. We wrześniu 1940 stanął na czele komitetu ekspertów d.s. albańskich, działającego w Londynie.
Odznaczony Orderem Skanderbega.
W życiu prywatnym był żonaty. Jego syn, Alister Percy był oficerem RAF, zginął w katastrofie lotniczej we Francji 11 maja 1940.